# 季麒光
季麒光，字昭聖，號蓉洲，江南無錫縣人，清朝官員。

## 生平
順治十七年（1660年）中舉人，康熙十五年（1676年）丙辰科進士，榜姓鄭，一說姓趙，其後復姓季。由內閣中書出知梅縣。康熙二十三年（1684年）由閩清縣遷臺灣府諸羅縣知縣，於該年十一月初八（12月13日）到任。康熙二十四年（1685年）因丁憂去職。

## 著作
著作有：
- 《臺灣郡志稿》六卷
- 《蓉洲文稿》四卷
- 《蓉洲詩稿》七卷
- 《臺灣雜記》一卷
- 《山川考略》一卷
- 《海外集》一卷
- 《華陽懷古》一卷
- 《三國史論》一卷

## 貢獻
他於地方首興官學，頗有政績。另外，季麒光亦將施政經過一一記載，稱《蓉州文稿》。他還與沈光文等十三人發起詩社「東吟社」，致力於傳統舊文學的播種，培養了許多詩人。

### 一般參考
- 劉寧顏編，《重修台灣省通志》，台北市，台灣省文獻委員會，1994年。
- 葉石濤《台灣文學史綱》
- 全臺詩作者個人資料[永久]

| 官衔              | 官衔                                        | 官衔          |
| ----------------- | ------------------------------------------- | ------------- |
| 前任： 無（首任） | 臺灣府諸羅縣知縣 康熙二十三年（1684年）上任 | 繼任： 樊維屏 |